# I Libri Gialli dal 101 al 200

## Dal n.101 al n.200
|  | I 100 precedenti: I Libri Gialli dall'1 al 100 |

| n.  | Titolo italiano                           | Pubblicazione | Titolo originale              | Anno opera | Autore                 |
| --- | ----------------------------------------- | ------------- | ----------------------------- | ---------- | ---------------------- |
| 101 | L'unghia del leone                        | 1934          |                               |            | Tito A. Spagnol        |
| 102 | La squadra volante                        | 1934          | The Flying Squad              | 1928       | Edgar Wallace          |
| 103 | Il segreto dell'album                     | 1934          | The Album                     | 1933       | Mary Roberts Rinehart  |
| 104 | Le vipere di cristallo                    | 1934          |                               |            | Pierre Very            |
| 105 | La nave dei misteri                       | 1935          | Penelope of the Polyantha     | 1926       | Edgar Wallace          |
| 106 | Il laccio rosso                           | 1935          | The Frightened Lady           | 1932       | Edgar Wallace          |
| 107 | Arsenico                                  | 1935          | As a Thief in the Night       | 1928       | Richard Austin Freeman |
| 108 | Circolo chiuso                            | 1935          |                               |            | Alessandro Varaldo     |
| 109 | L'astuzia del signor Reeder               | 1935          | The Mind of Mr J. G. Reeder   | 1925       | Edgar Wallace          |
| 110 | I cinque frammenti                        | 1935          | The Five Fragments            | 1932       | George Dyer            |
| 111 | Un messaggio dagli spiriti                | 1935          | The Sittaford Mystery         | 1931       | Agatha Christie        |
| 112 | Moneta falsa                              | 1935          | The Forger                    | 1927       | Edgar Wallace          |
| 113 | L'eredità introvabile                     | 1935          | The Shakespeare Murders       | 1929       | Neil Gordon            |
| 114 | L'esperimento del dottor Arthus           | 1935          |                               |            | S. A. Steeman          |
| 115 | Il delitto nella foresta                  | 1935          | The Silver Forest             | 1926       | Ben Ames Williams      |
| 116 | Cercasi un milione                        | 1935          | The Missing Million           | 1923       | Edgar Wallace          |
| 117 | Se morisse mio marito                     | 1935          | Lord Edgware Dies             | 1933       | Agatha Christie        |
| 118 | Cinquemila hanno visto                    | 1935          | The American Gun Mystery      | 1933       | Ellery Queen           |
| 119 | Ignoto contro ignoto                      | 1935          | X Versus Rex                  | 1933       | Martin Porlock         |
| 120 | Il pilota della notte                     | 1935          |                               | 1935       | Alessandro De Stefani  |
| 121 | Spavento sulla metropoli                  | 1935          | When the Gangs Came To London | 1932       | Edgar Wallace          |
| 122 | Uno di noi                                | 1935          | Murder By An Aristocrat       | 1932       | Mignon G. Eberhart     |
| 123 | Signori, il gioco è fatto!                | 1935          | The Casino Murder Case        | 1934       | S. S. Van Dine         |
| 124 | La bambola insanguinata                   | 1935          |                               | 1935       | Tito A. Spagnol        |
| 125 | Morte di un fantasma                      | 1935          | Death of a Ghost              | 1934       | Margery Allingham      |
| 126 | Il custode incustodito                    | 1935          | Constable, Guard Thyself!     | 1934       | Henry Wade             |
| 127 | Orient Express                            | 1935          | Murder On the Orient-Express  | 1934       | Agatha Christie        |
| 128 | Il mistero dell'idrovolante               | 1935          |                               | 1935       | Franco Vailati         |
| 129 | L'opale di Nonio                          | 1935          | The House of the Opal         | 1932       | Jackson Gregory        |
| 130 | Casco d'oro                               | 1936          |                               |            | Alessandro Varaldo     |
| 131 | Il dramma del Florida                     | 1936          | Murder By Latitude            | 1930       | Rufus King             |
| 132 | Condanna a vita                           | 1936          | The Strange Countess          | 1925       | Edgar Wallace          |
| 133 | L'affare Kalkis                           | 1936          | The Greek Coffin Mystery      | 1932       | Ellery Queen           |
| 134 | Un delitto in cielo                       | 1936          | Death in the Clouds           | 1935       | Agatha Christie        |
| 135 | Il mistero della casa giardino            | 1936          | The Garden Murder Case        | 1935       | S. S. Van Dine         |
| 136 | Nella nebbia                              | 1936          | The Dark Garden               | 1933       | Mignon G. Eberhart     |
| 137 | La bottega delle meraviglie               | 1936          |                               |            | Giorgio Spini          |
| 138 | Il demonio azzurro                        | 1936          |                               |            | Hermann Landon         |
| 139 | Il segreto della statua                   | 1936          |                               |            | Alessandro Varaldo     |
| 140 | Il brigante senza macchia                 | 1936          | The Brigand                   | 1927       | Edgar Wallace          |
| 141 | Uno, due, tre                             | 1936          |                               |            | Tito A. Spagnol        |
| 142 | La vittima sconosciuta                    | 1936          | A Case For Paul Savoy         | 1933       | Jackson Gregory        |
| 143 | Il mistero delle croci egizie             | 1936          | The Egyptian Cross Mystery    | 1932       | Ellery Queen           |
| 144 | La ripresa del brigante                   | 1936          | The Mixer                     | 1927       | Edgar Wallace          |
| 145 | La trappola                               | 1936          | The Mystery of Hunting's End  | 1930       | Mignon G. Eberhart     |
| 146 | L'avventuriero                            | 1936          | The Coat of Arms              | 1931       | Edgar Wallace          |
| 147 | Le perle malate                           | 1936          |                               |            | A.E.W. Mason           |
| 148 | L'albergo delle Tre Rose                  | 1936          |                               |            | Augusto De Angelis     |
| 149 | La traccia del serpente                   | 1936          | Fer-De-Lance                  | 1934       | Rex Stout              |
| 150 | L'ombra sul giardino                      | 1936          | L'Ombre sur le jardin         | 1933       | Gastone Bocca          |
| 151 | La polizia in casa                        | 1936          | Police at the Funeral         | 1931       | Margery Allingham      |
| 152 | Qualcuno ha bussato alla porta            | 1936          |                               | 1936       | Ezio D'Errico          |
| 153 | I sette quadranti                         | 1936          | The Seven Dials Mystery       | 1929       | Agatha Christie        |
| 154 | La notte impossibile                      | 1937          |                               |            | Tito A. Spagnol        |
| 155 | Il tesoro                                 | 1937          | The Guv'nor                   | 1932       | Edgar Wallace          |
| 156 | L'isola                                   | 1937          | Mystery Mile                  | 1930       | Margery Allingham      |
| 157 | Le fabbriche dello spavento               | 1937          | Les Usines de l'effroi        | 1934       | Gastone Bocca          |
| 158 | L'elefante di giada                       | 1937          | While the Patient Slept       | 1930       | Mignon G. Eberhart     |
| 159 | Delitto alla rovescia                     | 1937          | The Chinese Orange Mystery    | 1934       | Ellery Queen           |
| 160 | L'incognita di Montecarlo                 | 1937          | We Shall See!                 | 1926       | Edgar Wallace          |
| 161 | Tragedia in tre atti                      | 1937          | Three Acts Tragedy            | 1935       | Agatha Christie        |
| 162 | La lega degli uomini spaventati           | 1937          | The League of Frightened Men  | 1935       | Rex Stout              |
| 163 | Il fatto di via delle Argonne             | 1937          |                               | 1937       | Ezio D'Errico          |
| 164 | Il diario del signor Reeder               | 1937          | Red Aces                      | 1929       | Edgar Wallace          |
| 165 | L'agguato                                 | 1937          | Valcour Meets Murder          | 1932       | Rufus King             |
| 166 | Sequestro di persona                      | 1937          | The Kidnap Murder Case        | 1936       | S. S. Van Dine         |
| 167 | La romanza della morte                    | 1937          | The House On the Roof         | 1935       | Mignon G. Eberhart     |
| 168 | Sei per uno                               | 1937          | The Rubber Band               | 1936       | Rex Stout              |
| 169 | Mosca cieca                               | 1937          | The Man in the Dark           | 1928       | John Ferguson          |
| 170 | Corte d'assise                            | 1937          | Flowers For the Judge         | 1936       | Margery Allingham      |
| 171 | Sorpresa a mezzogiorno                    | 1937          | The French Powder Mystery     | 1930       | Ellery Queen           |
| 172 | La tela del ragno                         | 1937          | The Grooze Park Murder        | 1924       | Freeman Wills Crofts   |
| 173 | La serie infernale                        | 1937          | The A.B.C. Murders            | 1936       | Agatha Christie        |
| 174 | La villa del mistero                      | 1937          | Mystery Villa                 | 1934       | E. R. Punshon          |
| 175 | Perry Mason e le zampe di velluto         | 1937          | The Case of the Velvet Claws  | 1933       | Erle Stanley Gardner   |
| 176 | Dramma universitario                      | 1937          | Murder at the Varsity         |            | Patrick Quentin        |
| 177 | La prova in fondo al mare                 | 1937          | The Lesser Antilles Case      | 1934       | Rufus King             |
| 178 | La morte di mia zia                       | 1938          | Death of My Aunt              | 1929       | C. H. B. Kitchin       |
| 179 | Perry Mason e la cliente misteriosa       | 1938          | The Case of Stuttering Bishop | 1936       | Erle Stanley Gardner   |
| 180 | Perry Mason e l'ereditiera bizzarra       | 1938          | The Case of the Sulky Girl    | 1933       | Erle Stanley Gardner   |
| 181 | La morte fa tic-tac                       | 1938          | The Ticking Terror Murders    | 1935       | Darwin L. Teilhet      |
| 182 | Un mistero a Portorico                    | 1938          | The Sentry Box Murder         | 1935       | Newton Gayle           |
| 183 | La famiglia minacciata                    | 1938          | Danger in the Dark            | 1937       | Mignon G. Eberhart     |
| 184 | La scatola rossa                          | 1938          | The Red Box                   | 1937       | Rex Stout              |
| 185 | Non c'è più scampo                        | 1938          | Murder in Mesopotamia         | 1936       | Agatha Christie        |
| 186 | La pensione di madame Fournier            | 1938          | The Cat Screams               | 1934       | Todd Downing           |
| 187 | Perry Mason e le caviglie d'oro           | 1938          | The Case of the Lucky Legs    | 1934       | Erle Stanley Gardner   |
| 188 | Il Caso dei fratelli siamesi              | 1938          | The Siamese Twin Mystery      | 1933       | Ellery Queen           |
| 189 | Il manto di piume                         | 1938          | The Feather Cloak Murders     | 1936       | Darwin L. Teilhet      |
| 190 | Perry Mason e il cane molesto             | 1938          | The Case of the Howling Dog   | 1934       | Erle Stanley Gardner   |
| 191 | Carte in tavola                           | 1938          | Cards On the Table            | 1936       | Agatha Christie        |
| 192 | La famiglia Morel                         | 1938          |                               |            | Ezio D'Errico          |
| 193 | È morta una formica                       | 1938          | Murder On the Blackboard      | 1932       | Stuart Palmer          |
| 194 | Il tesoro dei Borboni                     | 1938          |                               |            | Alessandro Varaldo     |
| 195 | Perry Mason e il mistero del gatto grigio | 1938          | The Case of Caretaker's Cat   | 1935       | Erle Stanley Gardner   |
| 196 | La casa nel ciclone                       | 1938          | Murder at 28:10               | 1936       | Newton Gayle           |
| 197 | La danza sull'abisso                      | 1938          |                               |            | Margery Allingham      |
| 198 | Due mesi dopo                             | 1938          | Dumb Witness                  | 1937       | Agatha Christie        |
| 199 | Perry Mason e la strana sposina           | 1938          | The Case of the Curious Bride | 1935       | Erle Stanley Gardner   |
| 200 | Sotto la cenere                           | 1938          |                               |            | Tito A. Spagnol        |

|  | I 66 successivi: I Libri Gialli dal 201 al 266 |